# B&H Airlines
B&H Airlines was een Bosnische luchtvaartmaatschappij met thuisbasis in Sarajevo.

## Geschiedenis
B&H Airlines werd opgericht in 1994 als Air Bosna. In 2003 werden alle vluchten gestaakt tot 2005, toen Hypo Alpe Adria Bank de maatschappij reorganiseerde en de naam werd gewijzigd in BH&Airlines. Dit met hulp van Turkish Airlines die destijds tevens aandeelhouder was.

## Vloot
De vloot van B&H Airlines bestond uit: (mei 2013)
- 2 ATR-72-200
- 1 PIPER – SENECA II P34